# Raúl Isaías Baduel
Pour les articles homonymes, voir Baduel.
Raúl Baduel, nom courant de Raúl Isaías Baduel, né le 6 juillet 1955 à Las Mercedes (Guárico) et mort le 12 octobre 2021 à Caracas, est un général en chef de l'armée vénézuélienne qui a été ministre du pouvoir populaire à la défense. C'est l'une des figures de l'opposition vénézuélienne.

## Biographie
En 1976, il obtient sa licence de l'école de sciences et arts militaires à l'Académie militaire du Venezuela, où il rencontre Hugo Chávez.
Il est un des quatre fondateurs du MBR-200, mouvement révolutionnaire bolivarien, le 17 décembre 1982 avec notamment Hugo Chávez.
Peu après le coup d'État du 11 avril 2002, alors commandant de la base de Maracay, il menaça de marcher sur Caracas contre les officiers putschistes. Quarante-sept heures après avoir investi le palais présidentiel de Miraflores, les putschistes sont contraints à abandonner le pouvoir : Chávez revient à la tête de l'État, grâce à son aide.
Le 24 juin 2006, il est nommé ministre de la défense de la république bolivarienne du Venezuela.
Le 18 juillet 2007, il est démis de ses fonctions et remplacé par le général en chef Gustavo Reyes Rangel Briceño.
Le 5 novembre 2007, il se manifeste contre la réforme constitutionnelle approuvée par le parlement vénézuélien. Il demande au peuple vénézuélien de voter non au référendum sur la constitution du 2 décembre, qualifiant la réforme constitutionnelle de « coup d'État ». Il se proclame le nouveau "líder de la oposición". 
Traditionnel pourfendeur du capitalisme, il plaide pour la fondation d'un État qui saurait instaurer la justice sociale sans renier les libertés de la démocratie libérale. En particulier, il dénonce « l'orthodoxie marxiste, qui considère la démocratie [..] comme un simple instrument de la domination bourgeoise ».
En mars 2008, à l'assemblée générale du parti d'opposition Podemos, le général Baduel a déclaré : "J'ai été nommé par la providence divine pour sauver le pays des malheurs qu'il subit". 

## Condamnation et incarcération
Le 2 avril 2009, Raúl Baduel est arrêté par des agents de la Dirección de Inteligencia Militar (DIM - Direction du Renseignement Militaire) pour suspicion de corruption. Le 7 mai 2010, il est condamné à sept ans et onze mois de prison, convaincu du détournement de 30 millions de bolívars et de 3,9 millions de dollars durant sa gestion comme ministre. Baduel a alors accusé les ministres qui l'ont précédé et qui lui ont succédé d'avoir manié cet argent, et a déclaré que le motif de son emprisonnement était de s'être opposé à Chávez,.
Il lui est en outre interdit d'exercer des fonctions publiques jusqu'à la fin de sa condamnation ; divers biens lui ont aussi été confisqués. Le 12 août 2015, la justice vénézuélienne décide de le placer sous un régime de liberté conditionnelle.
La liberté conditionnelle est levée en janvier 2017. Baduel est réincarcéré le 2 mars 2017. Selon son avocat, Baduel est en isolement dans La Tombe (en) (espagnol : La Tumba), une prison souterraine avec des conditions de détention qualifiées de « torture blanche ».